# 弗雷德里克·摩爾
弗雷德里克·摩爾 FZS（英語：Frederic Moore，1830年5月13日—1907年5月10日）是一名英國昆蟲學家和插畫家。他出版了六卷《印度鱗翅目》和東印度公司收藏的鳥類目錄。

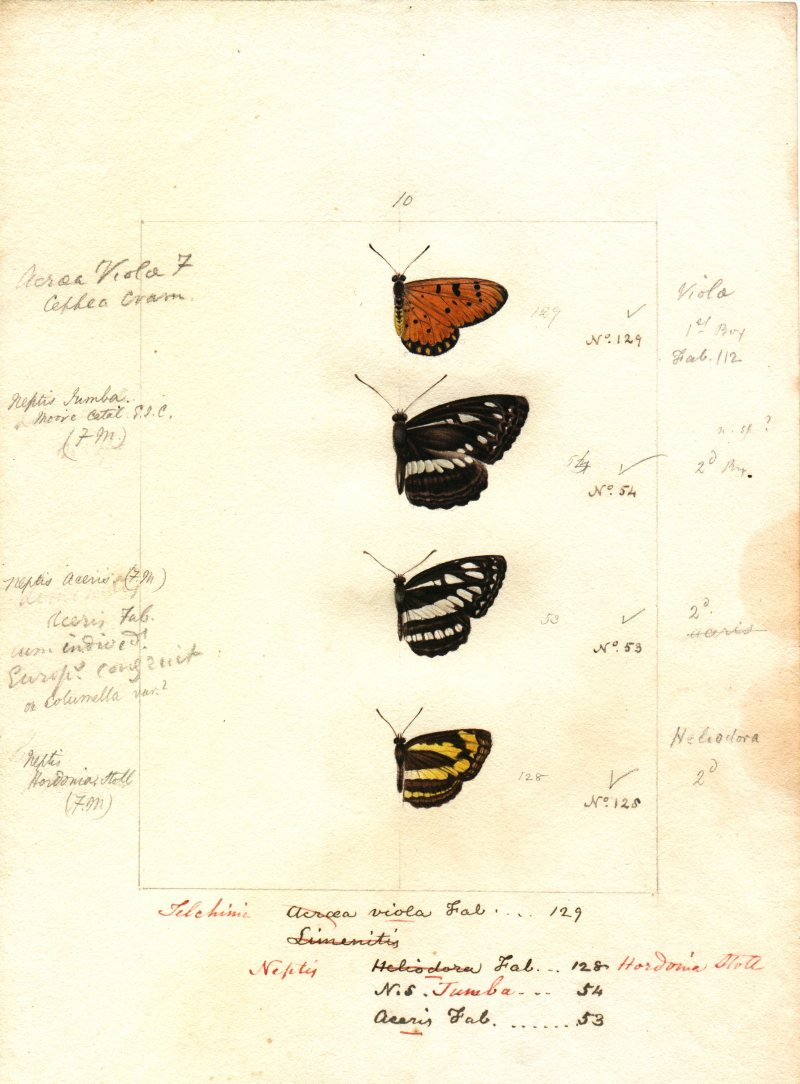
羅伯特·坦伯頓的水彩版畫，左側空白處有摩爾的註釋

據說摩爾出生在布魯頓街33號，但這可能是不正確的，因為從1826年到1836年，這裡一直是倫敦動物學會的動物園和辦公室所在地。1848年5月31日起，摩爾被任命為倫敦東印度公司博物館的助理，「沒有固定工作」。他先後成為東印度博物館的臨時作家和助理館長，從1879年12月31日起，每年領取330英鎊的體恤金。他有一個女兒羅莎·瑪莎·摩爾（Rosa Martha Moore）。他開始編纂《印度鱗翅目》（1890年—1913年），這是一部關於南亞蝴蝶的重要著作，共10卷，在他去世後由查爾斯·斯文豪完成。其中許多插圖是由他的兒子製作的，還有一些插圖是由E·C·奈特和約翰·紐金特·費奇製作的。他在這部著作中描述了許多蝴蝶物種。
「摩爾憑藉著自己的藝術才能進入了昆蟲學的大門。與東印度博物館長期合作的T·霍斯菲爾德博士需要一個能夠繪製自然歷史圖畫的人，透過介紹，弗雷德里克·摩爾獲得了這個職位。就這樣，他開始了與印度鱗翅目昆蟲的終生交往。」
摩爾的兒子F·C·摩爾也是藝術家，他為《印度鱗翅目》準備了許多圖版。摩爾的兄弟T·J·摩爾在利物浦博物館擔任了四十年的館長，他的兒子托馬斯·弗朗西斯·摩爾（Thomas Francis Moore）是墨爾本國家博物館的骨學家。
1918年，詹姆斯·塞西爾·莫特拉姆根據《印度鱗翅目》中的圖版研究了印度蝴蝶的顏色。
摩爾是倫敦林奈學會會員、倫敦昆蟲學會會員、斯德丁昆蟲學會通訊會員和荷蘭昆蟲學會會員。他的其他作品包括《東印度公司博物館鳥類目錄》（1854年—1858年，與托馬斯·霍斯菲爾德合著）和《錫蘭鱗翅目》（1880年—1887年）。

## 外部連結
- 互联网档案馆中弗雷德里克·摩爾的作品或与之相关的作品
- Thomas Horsfield. . W.H. Allen and Company. 1858.
- Scientific Results of the Second Yarkand Expedition （页面存档备份，存于）
- Lepidoptera Indica. Scanned volumes 1 2 3 4 5 6 7 8 9 10
- Works by Frederic Moore online at Biodiversity Heritage Library （页面存档备份，存于）